# Club Atlético General Lamadrid (fútbol femenino)
El Club Atlético General Lamadrid es un club de fútbol argentino, fundado el 11 de mayo de 1950. Tiene su sede en el barrio de Villa Devoto perteneciente a la ciudad de Buenos Aires. Actualmente se desempeña en la Primera División C, tercera división del fútbol argentino femenino.
El equipo de fútbol femenino de General Lamadrid fue fundado en 2012. Juega sus partidos de local en el Club CIRSE.

## Historia
Debutó en la temporada 2012/2013, correspondiente al XXXIIIº Campeonato de Fútbol Femenino de Primera División A, durando tan solo una temporada. 
Actualmente, desde 2021, compite en la Campeonato de Fútbol Femenino de Primera División C, la tercera categoría para los clubes directamente afiliados a AFA. 

## Datos del club
- Temporadas en Primera División A: 3 (2012/2013)
- Temporadas en Primera División B: 0
- Temporadas en Primera División C: 5 (2021-)